# Elecciones federales de 2015 en Sinaloa
Las Elecciones federales de 2015 en Sinaloa se llevaron a cabo el domingo 7 de junio de 2015, y en ellas se renovaron los titulares de los siguientes cargos de elección popular en el estado mexicano de Sinaloa:
- 8 diputados federales al Congreso de la Unión: Elegidos por mayoría simple. Constituirán, a partir del 1 de septiembre del 2015, la LXIII Legislatura del Congreso de la Unión de México sin posibilidad de reelección para el periodo inmediato

## Resultados
|  | 36.62 % |

|  | 21.19 % |

|  | 13.16 % |

|  | 4.36 % |

|  | 4.35 % |

|  | 4.08 % |

|  | 3.77 % |

|  | 3.17 % |

|  | 1.60 % |

|  | 1.54 % |

|  | 1.31 % |

|  | 95.16 % |

|  | 4.84 % |

|  | 38.32 % |

### Distrito 1 (El Fuerte)
|  | 46.61 % |

|  | 19.65 % |

|  | 17.35 % |

|  | 6.38 % |

|  | 2.56 % |

|  | 1.50 % |

|  | 0.84 % |

|  | 0.81 % |

|  | 0.51 % |

|  | 0.48 % |

|  | 96.69 % |

|  | 3.31 % |

|  | 47.66 % |

### Distrito 2 (Los Mochis)
|  | 46.39 % |

|  | 26.99 % |

|  | 6.57 % |

|  | 3.53 % |

|  | 3.27 % |

|  | 2.56 % |

|  | 2.56 % |

|  | 1.68 % |

|  | 1.25 % |

|  | 94.81 % |

|  | 5.19 % |

|  | 38.19 % |

### Distrito 3 (Guamúchil)
|  | 54.10 % |

|  | 18.96 % |

|  | 5.58 % |

|  | 5.36 % |

|  | 3.93 % |

|  | 2.41 % |

|  | 1.85 % |

|  | 1.77 % |

|  | 0.97 % |

|  | 94.93 % |

|  | 5.07 % |

|  | 35.62 % |

### Distrito 4 (Guasave)
|  | 43.38 % |

|  | 41.03 % |

|  | 4.28 % |

|  | 3.26 % |

|  | 1.89 % |

|  | 1.54 % |

|  | 1.00 % |

|  | 0.54 % |

|  | 0.31 % |

|  | 97.23 % |

|  | 2.77 % |

|  | 52.01 % |

### Distrito 5 (Culiacán de Rosales)
|  | 42.45 % |

|  | 30.32 % |

|  | 7.76 % |

|  | 4.44 % |

|  | 3.27 % |

|  | 2.27 % |

|  | 1.35 % |

|  | 1.24 % |

|  | 1.18 % |

|  | 1.00 % |

|  | 95.29 % |

|  | 4.71 % |

|  | 34.32 % |

### Distrito 6 (Mazatlán)
|  | 40.77 % |

|  | 16.35 % |

|  | 15.21 % |

|  | 9.38 % |

|  | 4.77 % |

|  | 3.26 % |

|  | 1.93 % |

|  | 1.63 % |

|  | 0.98 % |

|  | 0.69 % |

|  | 94.97 % |

|  | 5.03 % |

|  | 40.17 % |

### Distrito 7 (Culiacán de Rosales)
|  | 37.47 % |

|  | 16.77 % |

|  | 12.09 % |

|  | 7.06 % |

|  | 6.04 % |

|  | 4.88 % |

|  | 3.44 % |

|  | 2.20 % |

|  | 1.71 % |

|  | 1.68 % |

|  | 93.35 % |

|  | 6.65 % |

|  | 29.70 % |

### Distrito 8 (Mazatlán)
|  | 29.57 % |

|  | 24.75 % |

|  | 14.22 % |

|  | 10.56 % |

|  | 4.59 % |

|  | 2.83 % |

|  | 2.39 % |

|  | 1.84 % |

|  | 1.34 % |

|  | 1.26 % |

|  | 93.34 % |

|  | 6.66 % |

|  | 34.77 % |